# Cameraria picturatella
Cameraria picturatella là một loài bướm đêm thuộc họ Gracillariidae. Nó được tìm thấy ở Hoa Kỳ (Connecticut, Massachusetts, New Jersey, New York và Maine).
Ấu trùng ăn Myrica caroliniensis. Chúng ăn lá nơi chúng làm tổ.Tổ có dạng đốm nằm ở mặt trên của lá.